# Abyla trigona
Abyla trigona is een hydroïdpoliep uit de familie Abylidae. De poliep komt uit het geslacht Abyla. Abyla trigona werd in 1827 voor het eerst wetenschappelijk beschreven door Quoy & Gaimard.

## Synoniemen

Abyla trigona in de Iconographia Zoologica

- Abyla carina Haeckel, 1888
- Abyla peruana Sears, 1953
- Abyla schmidti Sears, 1953
- Amphiroa carina Haeckel, 1888